# Pijpaarde

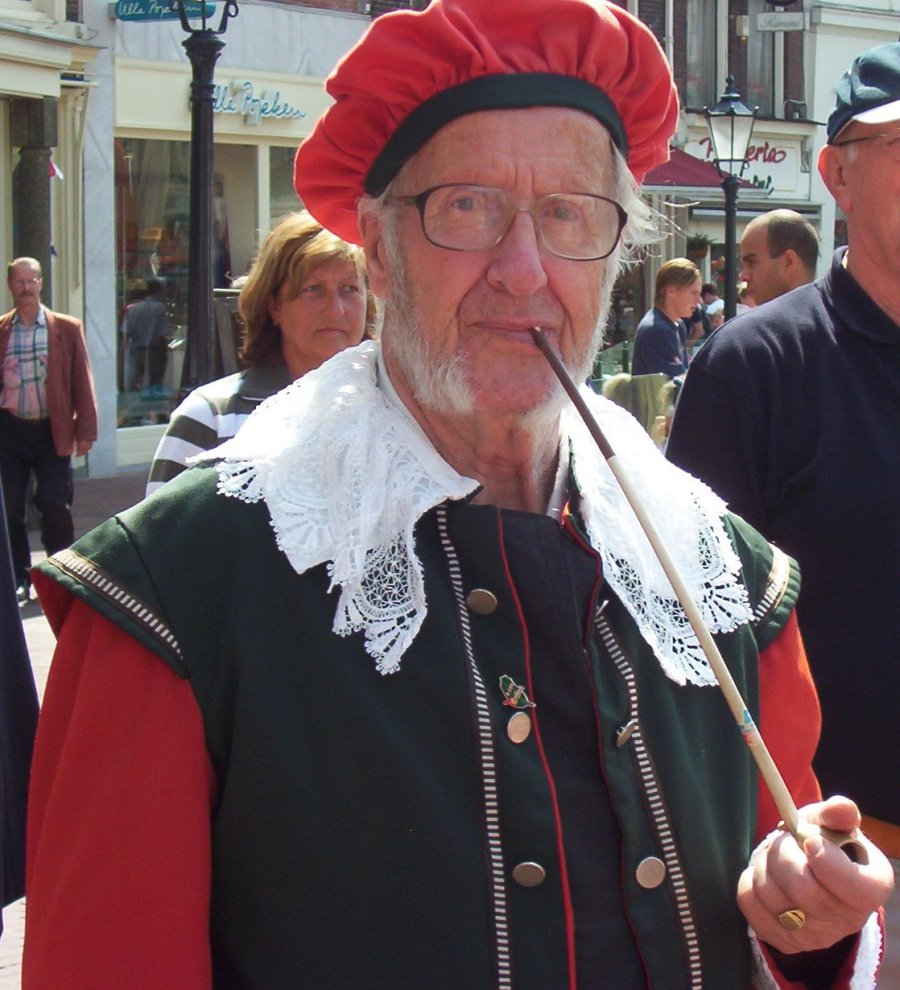
Gouwenaar met pijp van pijpaarde

Pijpaarde of pijpklei is een bepaalde soort fijne, taaie, blauwachtige, witbakkende klei. Deze werd in de 16e tot de 18e eeuw gebruikt voor het maken van pijpen. De klei werd in Nederland ingevoerd vanuit Engeland, Duitsland en België. In Gouda bestond van 1617 tot het einde van de 18e eeuw een belangrijke pijpenindustrie. Maar ook in 1913 werd nog 60.392 gros (bijna 8,7 miljoen stuks) Goudse pijpen vervaardigd. Het materiaal speelde toen ook een rol in de gresaardewerkindustrie.
Van pijpaarde werden ook beeldjes vervaardigd als bijproduct van de pijpenindustrie. Ook een vorm van de kakker wordt van witte pijpaarde gemaakt. 

## Archeologie
Ook kleermakerskrijt werd in het verleden van gedroogde, ongebakken pijpaarde gemaakt, hoewel het tegenwoordig meestal uit talk of wasachtige stoffen vervaardigd wordt. Normaal gesproken vergaat ongebakken pijpaarde snel, maar archeologen vonden de plakjes krijt in een kleermakerszaak in St. John's (Canada), waar ze door de Grote brand van 1892 als het ware gebakken waren. In de klei was de tekst W.WHITE/GLASGOW gedrukt, wat erop duidt dat ze geleverd waren door de vooraanstaande Schotse pijpenmaker White's Clay Pipe Factory.